# Konstal 105N
Konstal (Ко́нстал) 105N — серія електричних трамваїв, розроблених польською компанією Konstal, розташованою в Хожові. Трамваї даної моделі вироблялися з 1973 по 1979 роки.

## Констал 105N
105N — односекційний односторонній трамвайний вагон, оснащений чотирма дверима по правому борту.
Конструкція виникла в результаті модернізації попередньої моделі Констал 13N . Всі електричні системи від 13N залишилися незмінними, але в 105N відмовилися від обтічного вигляду свого попередника на користь більш прямокутного вигляду. Бічні вікна було збільшено, а на передній частині та з боків додано менші вікна, саме тому трамваєві дісталося прізвисько акваріум. Ці зміни зробили 105N значно (приблизно на 1200 кг) легшим, ніж 13N, і зменшило кількість сировини, що використовується у виробництві. У перших моделей бракувало можливості підключення як системи множинних одиниць, а невдале розміщення електричної системи спричинило проблеми за умов підвищеної вологості. Трамвай було обладнано електромагнітними, барабанними та рейковими гальмами . Головними інженерами були Зигмунт Гізінський та Войцех Козік.
Трамваї 105N використовувались у всіх містах Польщі, де існують трамвайні системи За роки служби більшість з них було модернізовано до варіанту 105Na, тож на сьогодні їх залишилось лише декілька. У Гданську, Познані, Щецині, та Варшаві є вагони, перероблені у найстаршу версію. Вузькоколійний варіант, 105NW, використовувався у Бидгощі та Лодзі, але всі вагони було модернізовано. Вагони моделі 805N у Лодзі також було модернізовано до 805Na.

## Інші варіанти
У 1977 р. Було виготовлено 4 вагони моделі 105NW для Бидгоща та Лодзі під метрову колію.
25 одиниць нової моделі 805N для Лодзі було збудовано в 1978 році. Усі вагони згодом було модернізовано до стандарту 805Na.
У 1995 році на основі двох вагонів моделі 105N завод Цегельського в Познані збудував прототип трисекційного, частково низькопідлогового трамваю «Konstal/HCP 105N/2». Втім, проблеми з надійністю конструкції, а також доступність дешевих вживаних вагонів спричинила закриття проекту.

## Галерея

Gallery
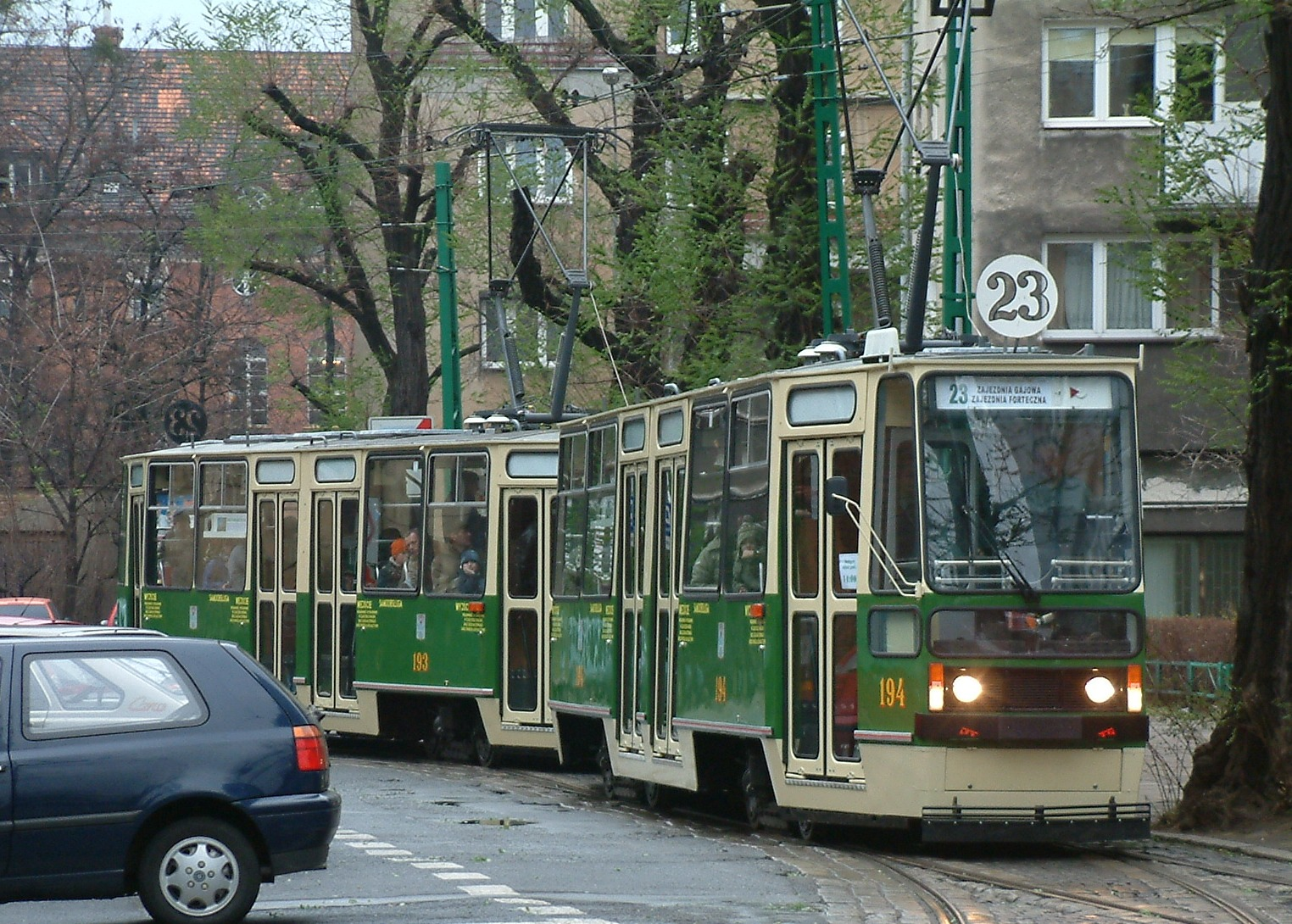
Konstal 105N у Познані
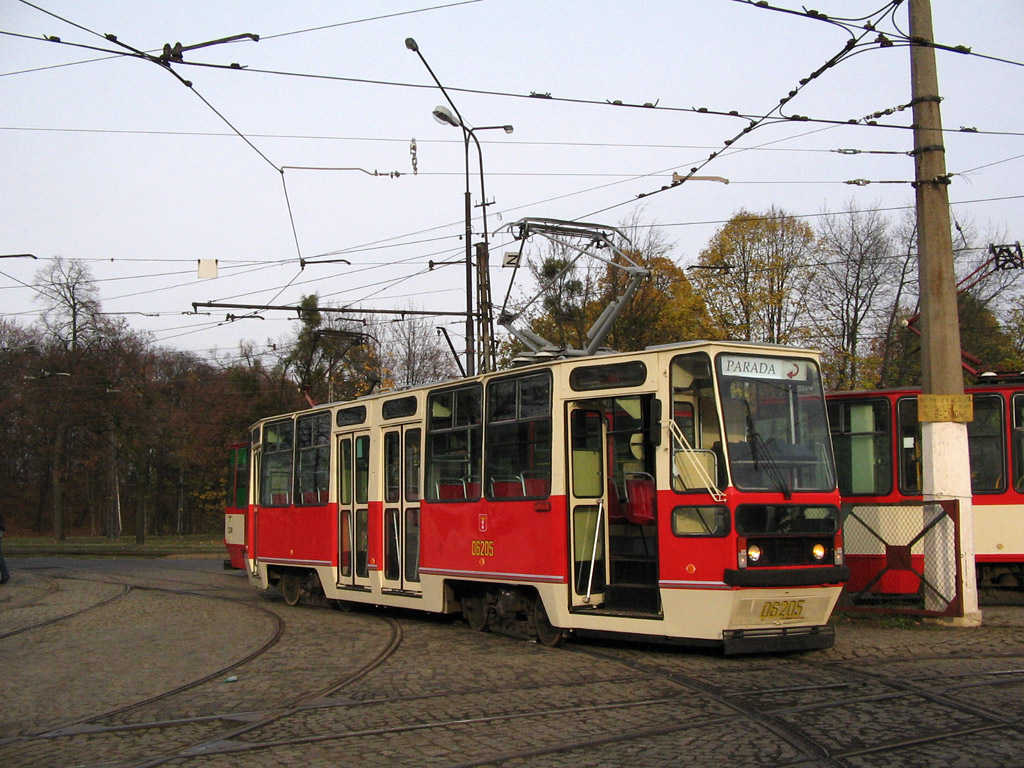
Konstal 105N у Гданську
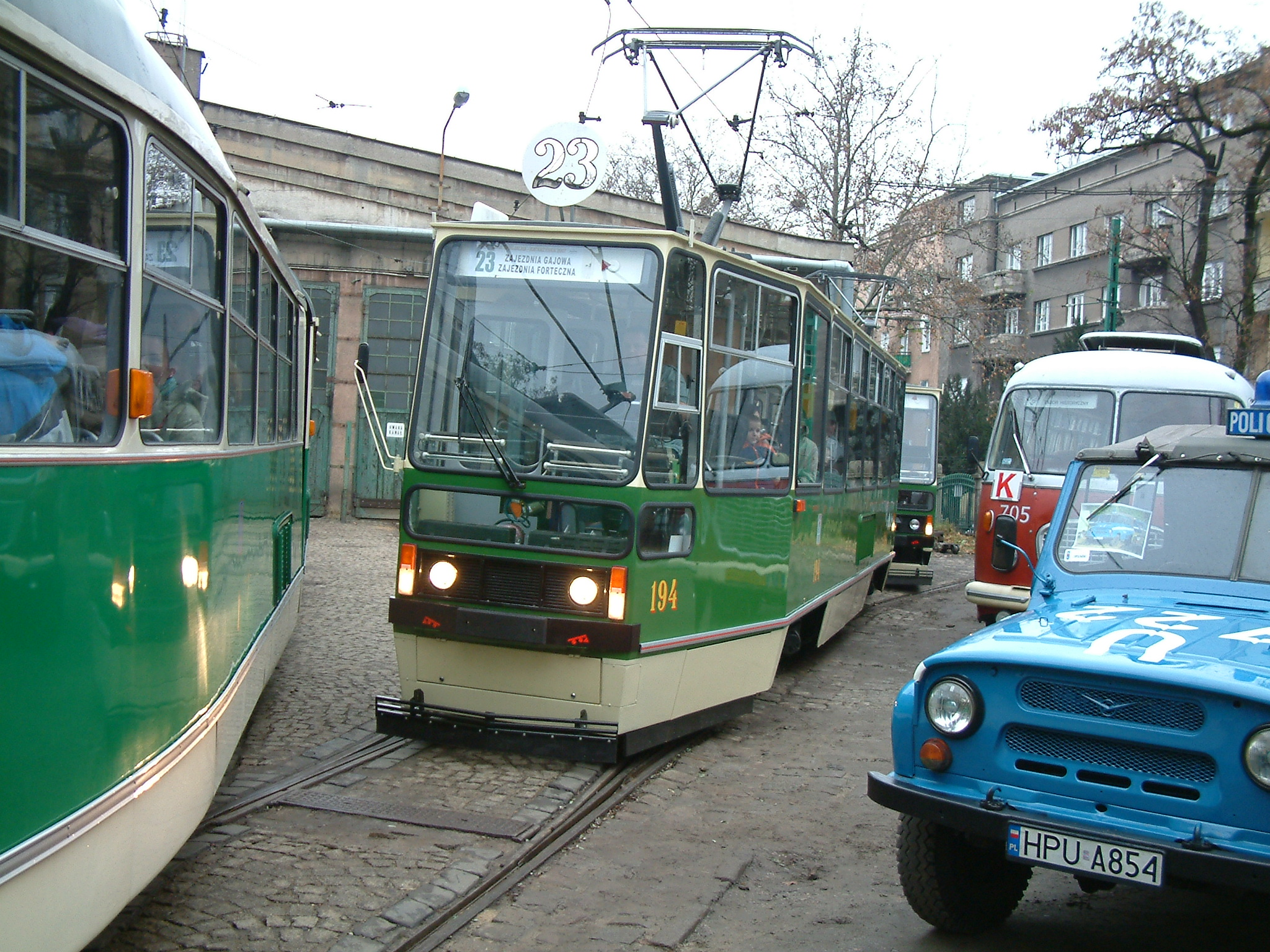
Відреставрований Konstal 105N у Познані